# Tout va trop bien
Pour plus de détails, voir Fiche technique et Distribution.
Tout va trop bien (Miracles) est un film américain réalisé par Jim Kouf, sorti en 1986.

## Synopsis
Quelque part dans la jungle, une petite fille est malade. Tout les membres de la tribu sont inquiets, en particulier son père K'in et sa mère. Le sorcier ne parvient pas à la guérir et se saoule. Le sorcier, appelé Kayum, prononce une sorte de sortilège alors qu'il est complètement ivre. Cela provoque un énorme orage accompagné de nombreux éclairs.
À New York, où le chirurgien Roger Briggs, récemment divorcé, est en train d'opérer, les lumières s'éteignent et se rallument, mais il parvient à finir l'opération avec succès. L'orage affecte également Jean, qui est à une fête, profitant de sa nouvelle liberté après son divorce d'avec son riche mari. Par un concours de circonstances, les deux vont se rencontrer.

## Fiche technique
- Titre : Tout va trop bien
- Titre original : Miracles
- Réalisation : Jim Kouf
- Scénario : Jim Kouf
- Musique : Peter Bernstein
- Photographie : John Alcott
- Montage : Susan E. Morse et Dennis Virkler
- Production : Stephen J. Roth et Bernard Williams
- Société de production : Orion Pictures et SFR Productions
- Société de distribution : Orion Pictures (États-Unis)
- Pays :  États-Unis et  Mexique
- Genre : Comédie
- Durée : 87 minutes
- Dates de sortie : 
  -  États-Unis : 11 juillet 1986
  -  France : 9 juillet 1986

## Distribution
- Tom Conti : Roger
- Teri Garr : Jean
- Paul Rodriguez : Juan
- Christopher Lloyd : Harry
- Adalberto Martínez : Kayum, le sorcier
- Jorge Russek : le juge
- Jorge Reynoso : K'in
- Zaide Silvia Gutiérrez : la femme de K'in
- Erika Faraon : la fille de K'in
- Paco Morayta : le sergent Gomez
- Ken Lerner : Stuart
- Charles Rocket : Michael

## Accueil
Ángel Luis Inurria pour El País que « les acteurs sont incapables de sauver ce film absurde de la noyade ».